# Sân bay Van Nuys
Sân bay Van Nuys (IATA: VNY, ICAO: KVNY, LID FAA: VNY)  là một sân bay ở Van Nuys trong phần San Fernando Valley của giới hạn thành phố Los Angeles, tiểu bang California, Hoa Kỳ. Không có hãng hàng không thương mại lớn nào bay đến sân bay này, nó chỉ được các máy bay thương mại nhỏ, bay thuê chuyến và tư nhân sử dụng. Đây là sân bay hàng không tổng hợp bận rộn nhất thế giới (sân bay bận rộn thứ nhì là sân bay Phoenix Deer Valley), và là sân bay bận rộn thứ 25 thế giới về số lượt chuyến.  Với chỉ hai đường băng song song, sân bay Van Nuys đã phục vụ 448.681 lượt chuyến bay trong năm 2005, trung bình 1200 lượt chuyến mỗi ngày, năm 2006 là 394.915 lượt chuyến, gần 1100 lượt chuyến mỗi ngày, so với sân bay quốc tế Los Angeles có 4 đường băng và phục vụ 1700 lượt chuyến mỗi ngày. Danh hiệu sân bay tổng hợp bận rộn nhất thế giới được giữ trong năm 2005.